# Joachim Dietmar Mues
Joachim Dietmar Mues fue un actor alemán.

## Biografía
Estuvo casado con Sibylle Mues, fueron padres de los actores alemanes Wanja Mues, Woody Mues y Jona Mues.
El 12 de marzo de 2011 Joachim junto a su esposa Sibylle Mues murieron en un accidente de tráfico en Hamburgo, luego de que el conductor de un coche los atropellara después de pasarse una luz roja, en el accidente también murieron el científico Günter Amendt y la escultora Angela Kurrer, mientras que el actor Peter Striebeck y su esposa resultaron heridos. El 2 de abril de 2011 Joachim y su esposa fueron sepultados en el cementerio de Ohlsdorf. Más tarde se reveló que el conductor ya había causado otros accidentes graves en los últimos años, se le retiró la licencia y fue condenado a pasar 3 años y medio en prisión por homicidio involuntario y asalto negligente.

## Carrera
En 1996 apareció por primera vez en la serie Tatort donde interpretó a Wöring durante el episodio "Parteifreunde", al año siguiente apareció como el doctor Dr. Seebaum-Lang, un terapeuta sexual en el episodio "Liebe, Sex und Tod", en 1998 apareció en el episodio "Schüsse auf der Autobahn", finalmente su última aparición en la serie fue en 1999 donde interpretó a dos personajes distintos primero a Tobias Heinisch en "Habgier" y luego al profesor Kubitzky en "Die apokalyptischen Reiter".
En 1999 interpretó al inspector en jefe Hansen en un episodio de la serie Die Cleveren.
En el 2000 apareció en el episodio "Tödlicher Kaufrausch" de la serie Ein Fall für zwei donde interpretó a un abogado, anteriormente había apareció por primera vez en la serie en 1997 donde interpretó a Olaf Timmermann en el episodio "Der Kalifornische Traum" y en 1995 al doctor Strehler en "Tödlicher Kaufrausch".
En el 2002 apareció pro primera vez en la serie Wilsberg como Karl von Havenbroich en "Wilsberg und der letzte Anruf", más tarde apareció nuevamente en la serie ajora en el 2011 como Elijah en el episodio "Im Namen der Rosi".
En el 2007 apareció como invitado en la popular serie Alarm für Cobra 11 - Die Autobahnpolizei donde dio vida a Bernd Simon en el episodio "Auf Leben und Tod", anteriormente interpretó a Uwe Kossak en el episodio "Schwarze Schafe" del 2002
En el 2010 interpretó a Herbert Scheuermann en el episodio "Mord zartbitter" de la serie Colonia Brigada Criminal, anteriormente apareció por primera vez en la serie en el 2007 como el profesor Opp en "Später Ruhm".
En el 2011 interpretó a Wilhelm Neudeck en "Letzter Abend DDR" de la serie SOKO Leipzig", anteriormente en el 2007 apareció en el episodio "Bodyguard" donde dio vida a Albert von Leonhard.

## Filmografía

### Series de Televisión
| Año         | Título                                     | Personaje                | Notas                                          |
| ----------- | ------------------------------------------ | ------------------------ | ---------------------------------------------- |
| 2011        | Der Kriminalist                            | Profesor Zeiler          | episodio "Unter Druck"                         |
| 2011        | Wilsberg                                   | Prior Elijah             | episodio "Im Namen der Rosi"                   |
| 2011        | SOKO Leipzig                               | Wilhelm Neudeck          | episodio "Letzter Abend DDR"                   |
| 2010        | SOKO 5113                                  | Prof. Cornelius Westphal | episodio "Der Fluch des Osiris"                |
| 2010        | Colonia Brigada Criminal                   | Herbert Scheuermann      | episodio "Mord zartbitter"                     |
| 2010        | Das Duo                                    | Fiscal König             | episodio "Mordbier"                            |
| 2009        | Lutter                                     | Ludwig Demski            | episodio "Mordshunger"                         |
| 2009        | Die Rosenheim-Cops                         | Ross Keeler              | episodio "Tod eines ehrenwerten Mannes"        |
| 2008        | Stolberg                                   | Heiner Fromme            | episodio "Eisprinzessin"                       |
| 2007        | Elvis und der Kommissar                    | Dr. Heidenreich          | episodio "Das Mädchen mit dem blonden Haar"    |
| 2007        | Unter Verdacht                             | Cord Hansen              | episodio "Hase und Igel"                       |
| 2007        | Doktor Martin                              | Jens Brok                | episodio "Ausgebremst"                         |
| 2007        | Alarm für Cobra 11 - Die Autobahnpolizei   | Bernd Simon              | episodio "Auf Leben und Tod"                   |
| 2003        | Hallo Robbie!                              | Herr Stübner             | episodio "In letzter Sekunde"                  |
| 2003        | Heimatgeschichten                          | Dussbeck                 | episodio "Liebe auf Bewährung"                 |
| 2003        | Der Pfundskerl                             | Director                 | episodio "Mord im Zoo"                         |
| 2002        | Polizeiruf 110                             | -                        | episodio "Braut in Schwarz"                    |
| 2001        | Millennium Mann                            | Zimmer                   | -                                              |
| 2001        | Sommer und Bolten: Gute Ärzte, keine Engel | Peter Schatz             | episodio "Mut"                                 |
| 2001        | Der Ermittler                              | Herr Waltersen           | episodio "Tödliche Schuld"                     |
| 1999        | Ein Fall für zwei                          | Dr. Strehler             | episodio "Tödlicher Kaufrausch"                |
| 2000        | Aus gutem Haus                             | Felix von Imhoff         | 6 episodios                                    |
| 1999        | Die Cleveren                               | Detective Hansen         | episodio "Der Polizeifan"                      |
| 1997        | Tatort                                     | Profesor Kubitzky        | episodio "Die apokalyptischen Reiter"          |
| 1999        | Ärzte                                      | -                        | episodio "Dr. Vogt - Verhängnisvolle Diagnose" |
| 1999        | Drei mit Herz                              | Max Morgener             | -                                              |
| 1998        | Mordkommission                             | -                        | episodio "Ein Akt der Barmherzigkeit"          |
| 1998        | Bella Block                                | -                        | episodio "Auf der Jagd"                        |
| 1997        | Die Männer vom K3                          | -                        | episodio "Zu viele Verdächtige"                |
| 1997        | Einsatz Hamburg Süd                        | Günter Kanonenberg       | episodio "Der Erzfeind"                        |
| 1997        | Ein starkes Team                           | -                        | episodio "Roter Schnee"                        |
| 1997        | Faust                                      | Fürst                    | episodio "Spaghetti Bolognese"                 |
| 1994, 1997  | Großstadtrevier                            | Robert Ense/Dr. Voss     | 2 episodios                                    |
| 1997        | Sperling                                   | Possert                  | episodio "Sperling und sein Spiel gegen alle"  |
| 1996        | Bruder Esel                                | Beppas Vater             | 2 episodios                                    |
| 1996        | Hallo, Onkel Doc!                          | Franz Berlinghoff        | episodio "Große Lügen"                         |
| 1995 - 1996 | Freundschaft mit Herz                      | Dieter Saalbac           | 16 episodios                                   |
| 1996        | SK Babies                                  | Herr Wiegand             | episodio "Gefährliche Liebe"                   |
| 1996        | Peter Strohm                               | -                        | episodio "Einsteins Erbschaft"                 |
| 1996        | Gegen den Wind                             | Gunther                  | episodio "In den Schuhen des Fischers"         |
| 1993        | Happy Holiday                              | Günter                   | episodio "Ein Spiel mit dem Feuer"             |
| 1993        | Clara                                      | -                        | miniserie                                      |
| 1993        | Anwalt Abel                                | Runge                    | episodio "Sprecht mir diesen Mörder frei"      |
| 1991        | Schwarz Rot Gold                           | Justus Hinrichsen        | episodio "Schmutziges Gold"                    |
| 1989        | Der Bastard                                | -                        | miniserie                                      |
| 1989        | Le retour d'Arsène Lupin                   | Hans Falkenberg          | episodio "Les dents du tigre"                  |
| 1988        | Feuerbohne e.V.                            | Adolf Klemper            | -                                              |
| 1984        | Der blinde Richter                         | William Hogarth          | 13 episodios                                   |
| 1983        | Konsul Möllers Erben                       | Eler Möller              | -                                              |
| 1981        | Kreuzfahrten eines Globetrotters           | Skelton/Bateman Hunter   | 2 episodios                                    |
| 1981        | Tod eines Schülers                         | Lehrer                   | 3 episodios - miniserie                        |
| 1979        | Union der festen Hand                      | Schäfer                  | episodio "1.Teil"                              |
| 1972        | Motiv Liebe                                | -                        | episodio "Elenas Lied"                         |
| 1970        | Polizeifunk ruft                           | -                        | episodio "Blinder Alarm"                       |

### Películas
| Año  | Título                    | Personaje     | Notas                                                                               |
| ---- | ------------------------- | ------------- | ----------------------------------------------------------------------------------- |
| 2004 | Aller Tage Abend          | Hombre Grande | corto - junto a Wanja Mues                                                          |
| 2002 | Kollaps                   | -             | junto a Wanja Mues, Sebastian Koch, Dorka Gryllus, Ulrike Grote & Karl Fischer      |
| 1986 | Storm, der Schimmelreiter | Paul Heyse    | junto a Erland Josephson, Wanja Mues, Till Topf, Renate Bleibtreu & Saskia Tyroller |

### Narrador & Apariciones
| Año               | Programa                                                 | Notas                                                        |
| ----------------- | -------------------------------------------------------- | ------------------------------------------------------------ |
| 2008, 2010 - 2011 | DAS!                                                     | 6 episodios - apariciones                                    |
| 2003              | Ein Schiff für die Götter                                | documental - narrador                                        |
| 2003              | Mit Gottes Segen in die Hölle - Der Dreißigjährige Krieg | 3 episodios - narrador                                       |
| 2002              | Die letzten Paradiese                                    | "Patagonien - Der Hochzeitstanz der Urzeitriesen" - narrador |
| 2000              | Hitlers Krieg im Osten                                   | narrador                                                     |

### Teatro
| Año | Obra                           | Notas |
| --- | ------------------------------ | ----- |
| -   | Hauptmann von Köpenick         | -     |
| -   | Leben bis Männer               | -     |
| -   | After Play                     | -     |
| -   | Außen Rot und innen            | -     |
| -   | Träume, Tod und Filzpantoffeln | -     |